# Abies vejarii
Abies vejarii är en tallväxtart som beskrevs av Maximino Martinez. Abies vejarii ingår i släktet ädelgranar, och familjen tallväxter.
Arten förekommer i Mexiko i delstaterna Tamaulipas, Coahuila och Nuevo León. Den växter på högplatå och i bergstrakter mellan 1900 och 3300 meter över havet. Trädet ingår i skogar tillsammans med arter av tallsläktet, av eksläktet, med douglasgran och Cupressus arizonica.
Beståndet hotas av bränder och populationen minskar. IUCN kategoriserar arten globalt som nära hotad.

## Underarter
Arten delas in i följande underarter:
- A. v. macrocarpa
- A. v. mexicana
- A. v. vejarii